# Вайт-Плейнс (Кентуккі)
Вайт-Плейнс (англ. White Plains) — місто (англ. city) в США, в окрузі Гопкінс штату Кентуккі. Населення — 829 осіб (2020).

## Географія
Вайт-Плейнс розташований за координатами 37°10′10″ пн. ш. 87°22′44″ зх. д. / 37.16944° пн. ш. 87.37889° зх. д. (37.169433, -87.378922).  За даними Бюро перепису населення США в 2010 році місто мало площу 8,24 км², з яких 8,05 км² — суходіл та 0,19 км² — водойми.

## Демографія
Згідно з переписом 2010 року, у місті мешкали 884 особи в 347 домогосподарствах у складі 260 родин. Густота населення становила 107 осіб/км².  Було 385 помешкань (47/км²).
Расовий склад населення:
| - 97,5 % — білих - 0,9 % — чорних або афроамериканців - 0,5 % — азіатів |

До двох чи більше рас належало 1,1 %. Частка іспаномовних становила 0,5 % від усіх жителів.
За віковим діапазоном населення розподілялося таким чином: 26,1 % — особи молодші 18 років, 61,5 % — особи у віці 18—64 років, 12,4 % — особи у віці 65 років та старші. Медіана віку мешканця становила 39,0 року. На 100 осіб жіночої статі у місті припадало 93,4 чоловіків;  на 100 жінок у віці від 18 років та старших — 82,4 чоловіків також старших 18 років.
Середній дохід на одне домашнє господарство  становив 49 598 доларів США (медіана — 40 000), а середній дохід на одну сім'ю — 56 779 доларів (медіана — 47 778). Медіана доходів становила 41 023 долари для чоловіків та 25 764 долари для жінок. За межею бідності перебувало 14,4 % осіб, у тому числі 25,0 % дітей у віці до 18 років та 5,8 % осіб у віці 65 років та старших.
Цивільне працевлаштоване населення становило 402 особи. Основні галузі зайнятості: роздрібна торгівля — 18,4 %, виробництво — 17,9 %, освіта, охорона здоров'я та соціальна допомога — 15,7 %.